# Aloe kaokoensis
Aloe kaokoensis är en grästrädsväxtart som beskrevs av Van Jaarsv., Swanepoel och A.E.van Wyk. Aloe kaokoensis ingår i släktet Aloe och familjen grästrädsväxter.
Artens utbredningsområde är Namibia. Inga underarter finns listade i Catalogue of Life.